# FK 13 Sofia
FK 13 Sofia (Bulgaars: Фк 13) is een Bulgaarse voetbalclub uit de hoofdstad Sofia.

## Geschiedenis
Reeds in 1909 werd er een club opgericht, Savata door studenten in Sofia. In 1913 werd de club officieel opgericht, door 13 studenten die het team in 1909 opgericht hadden. De clubnaam is dus geen verwijzing naar het jaartal, maar naar de oprichters. Vanaf 1923 speelde de club in de competitie van Sofia. Er was nog geen nationale eindronde. De club eindigde meesstal in de subtop en stond in de schaduw van stadsrivalen Levski en Slavia. Toen in 1937 voor het eerst een nationale competitie georganiseerd werd trad de club voor het eerst op het voorplan toen er vier clubs uit de hoofdstad geselecteerd werden. De club werd vierde in 1938 en was dat jaar ook de allereerste winnaar van de beker. 
In 1939 werd de club achtste en vermeed net degradatie. In 1940 werd de club nog vijfde en won opnieuw de beker. Door het uitbreken van de Tweede Wereldoorlog én het feit dat de clubs uit de hoofdstad te dominant waren werd er het volgende jaar weer een regionale competitie gespeeld. FK 13 plaatste zich dat jaar voor de eindronde en werd uitgeloot tegen Vladislav Varna. Deze club kwam niet opdagen omdat ze eisten dat hun reiskosten vergoed werden. De club werd zo uitgesloten en FK 13 ging naar de volgende ronde, waar ze uitgeschakeld werden door Slavia Sofia. Op 3 oktober 1944 werd de club ontbonden. 
In 2018 werd de club heropgericht. 

## Erelijst
Beker
1938, 1940